# 나도 인간이 되련다
"나도 인간이 되련다"는 1969년 공개된 대한민국의 영화이다.

## 배역
- 김진규 : 석봉 역
- 고은아 : 복희 역
- 김혜정 : 나타샤 역
- 이예춘 : 복희 오빠 역
- 황해 : 당 간부 역
- 김성옥 : 소원 역
- 장동휘 : 보스 역
- 최봉

## 수상
- 1970년 제7회 청룡영화상
  - 기술상 - 차정남
- 제13회 부일영화상
  - 감독상 - 유현목
- 제3회 남도영화제
  - 남우주연상 -  김진규
- 제2회 서울신문문화대상
  - 감독상 - 유현목